# Joachim Klewes
Joachim Klewes (* 1954 in Lennestadt) ist ein deutscher Sozialwissenschaftler. Er stammt aus Kirchhundem im Sauerland. Er war von 2001 bis 2019 als Honorarprofessor an der Heinrich-Heine-Universität Düsseldorf und der Freien Universität Berlin tätig. Er ist Leiter des Think-Tanks Change Centre Foundation sowie der Beratungsgesellschaft Change Centre Consulting GmbH.

## Herkunft und Ausbildung
Joachim Klewes wuchs in Kirchhundem auf und besuchte das Gymnasium in Altenhundem, jetzt Lennestadt. Dort machte er 1972 das Abitur. Es folgte ein Studium der Psychologie, Wirtschafts- und Sozialwissenschaften auf Lehramt an der Universität Siegen. Anschließend promovierte er im Fach Soziologie in Siegen und in den USA.

## Beruflicher Werdegang
Nach seinem Promotionsstipendium in Siegen und den USA übernahm der studierte Sozialwissenschaftler verschiedene Leitungspositionen bei deutschen und internationalen Werbe- und PR-Agenturen. 1988 gründete er mit Paul J. Kohtes die Kohtes&Klewes Kommunikation – heute Ketchum GmbH. Er war Member of the Board der Porter Novelli International, New York. 1997 startete er die Beratungsgesellschaft k.brain. Er fungierte als Gesellschafter, Member of the Board und President Europe von Edelman Public Relations Worldwide. 1998 gründete er das Kommunikationsforschungs-Institut com.X. Im Jahr 2000 entstand gemeinsam mit dem Journalisten und Marketingexperten Alexander Güttler die Beratungsagentur güttler + klewes, heute komm.passion group. Von Oktober 2006 bis Dezember 2016 hielt Joachim Klewes die Position als Senior Partner bei Ketchum.
Mit dem Sabre Award „Outstanding Individual“ wurde Klewes 2009 vom Holmes Report für herausragende persönliche Leistungen in der Kommunikationsbranche ausgezeichnet. Er war Redaktionsbeirat des Magazins Politik & Kommunikation und arbeitete mit im Curatorship-Team des Polisphere Think Tanks for political consulting.
Von 2014 bis 2016 leitete er den Wissenschaftlichen Beirat des internationalen Meinungsforschungsinstituts YouGov AG, Köln, und war Mitglied des Aufsichtsrates der gleichen Firma.

### Change Centre Foundation
Anfang 2010 gründete Joachim Klewes die Change Centre Foundation, ein Think Tank zum Thema „Change“. Die Stiftung wird von Klewes geleitet, dient der Förderung von Wissenschaft und Forschung im Bereich gesellschaftlichen Wandels sowie der Innovation und Transformation von Organisationen und Institutionen, hat ihren Sitz in Dahmetal/Brandenburg und wird über die Change Centre Consulting GmbH (Berlin) verwaltet, deren Geschäftsführer Klewes in Personalunion ist.

## Hochschultätigkeit
Joachim Klewes war von 2009 bis 2019 Honorarprofessor an der Heinrich-Heine-Universität Düsseldorf, Sozialwissenschaftliches Institut, Lehrstuhl für Kommunikations- und Medienwissenschaft. 2001–2009 lehrte er als Honorarprofessor an der Freien Universität Berlin, Institut für Publizistik- und Kommunikationswissenschaften. Bereits seit Ende der 1980er Jahre war Joachim Klewes regelmäßig als Dozent an deutschen Hochschulen tätig.

## Forschungstätigkeit
Seine Forschungstätigkeit umfasst Themenkomplexe wie: „Was weiß die Politik über sozialen Wandel?“ und eine empirische Studie zum gesellschaftlichen Engagement deutscher Arbeitnehmer. Zu den wichtigsten Studien seiner Change Centre Stiftung zählen die „Deutsche Parlamentarierstudie“ (DEUPAS), der „Umsteiger-Report Energiewende“, die weltweit größte Meta-Analyse staatlicher Veränderungskampagnen (MACC), die Studie „queeres Deutschland 2015“ sowie das internationale Partizipationsprojekt „EuropeCanDoBetter“. Im Bereich der Auftragsforschung umfasst seine Tätigkeit z. B. die HELP-Studie für das Integrationsministerium Sachsen oder die Kommunalstudie Brandenburg für das Innenministerium in Brandenburg sowie zahlreiche Evaluationsprojekte für Stiftungen oder Verbände.

## Beratungstätigkeit
Klewes berät Ministerien, Verbände, Vereine und Unternehmen seit über 30 Jahren. Schwerpunkte sind seit 2009 die Evaluation, Forschungsmanagement sowie empirische Politikberatung.

## Veröffentlichungen (Auswahl)
Joachim Klewes ist Herausgeber und Autor zahlreicher Publikationen und Bücher zum Thema Marketing und Kommunikation. Zu seinen Themenschwerpunkten gehören Change Management, Reputation Management sowie Führung und Organisation in Marketing und Kommunikation.
- Joachim Klewes, Dirk Popp, Manuela Rost-Hein (Hrsg.): Out-thinking Organizational Communications. The Impact of Digital Transformation. Springer Verlag, Berlin. 2017.
- Joachim Klewes, Udo Klein-Bölting: Fern-Seher oder Laut-Sprecher? Was die Chef-Etage aus der Krise lernt (Gebundene Ausgabe). Hanser Verlag, München. September 2010.
- Joachim Klewes, Alexander Preuß: Dem guten Ruf auf der Spur – Welchen Einfluss hat Unternehmenskommunikation auf die Reputation eines Unternehmens? In: Pressesprecher, 02/10, S. 42–44.
- Joachim Klewes, Robert Wreschniok (Hrsg.): Reputation Capital. Building and Maintaining Trust. Springer Verlag, Berlin. Oktober 2009.
- Joachim Klewes: Edel, hilfreich und gut – Corporate Volunteering. In: Harvard Business Manager, Mai 2010, S. 16–19.
- Joachim Klewes: Kommunikation mit Haltung – Reputationsmanagement. In: Harvard Business Manager, April 2009, S. 96–97.
- Joachim Klewes, Ralf Langen (Hrsg.): Change 2.0. Beyond Organisational Transformation. Springer Verlag, Berlin. Februar 2008.
- Joachim Klewes, Sabrina van der Pütten. Personalmanagement und Unternehmenskommunikation: Kompetenzprofile für erfolgreiche Kommunikationsmanager. In: Manfred Piwinger und Ansgar Zerfaß (Hrsg.): Handbuch Unternehmenskommunikation. Wiesbaden, Gabler Verlag 2006.
- Joachim Klewes (Hrsg.): Unternehmenskommunikation auf dem Prüfstand. Aktuelle empirische Ergebnisse zum Reputation Marketing. Wiesbaden, Deutscher Universitäts-Verlag/GWV Fachverlage 2005.
- Juliana Raupp, Joachim Klewes (Hrsg.): Quo vadis Public Relations? Auf dem Weg zum Kommunikationsmanagement: Bestandsaufnahmen und Entwicklungen. Wiesbaden (VS-Verlag) 2004.
- Joachim Klewes, Alexander Güttler: Drama Beratung! Consulting oder Consultainment? Frankfurt (FAZ Verlag) 2002.
- Joachim Klewes, Susanne Femers, Klaus Lintemeier: The Actual Life of an Issue and Approaches to its Control. Journal of Communication Management. London, Vol. 4, Ausgabe 3/2000, S. 253–265.
- Joachim Klewes: Public Relations: Warum wir eine Debatte über ihre Wertebasis brauchen. In: Thomas Achelis (Hrsg.): PR baut Brücken. Gedanken über Chancen und Möglichkeiten nationaler und internationaler Public Relations. Bonn/München, 1999, S. 140 ff.
- Joachim Klewes: Die Marketing – Datenbank. Das Sourcebook für Werbung, PR und Below the line. Düsseldorf/Regensburg (METROPOLITAN), 1997 (Neuauflage 1999).